# Дхьяни-будды

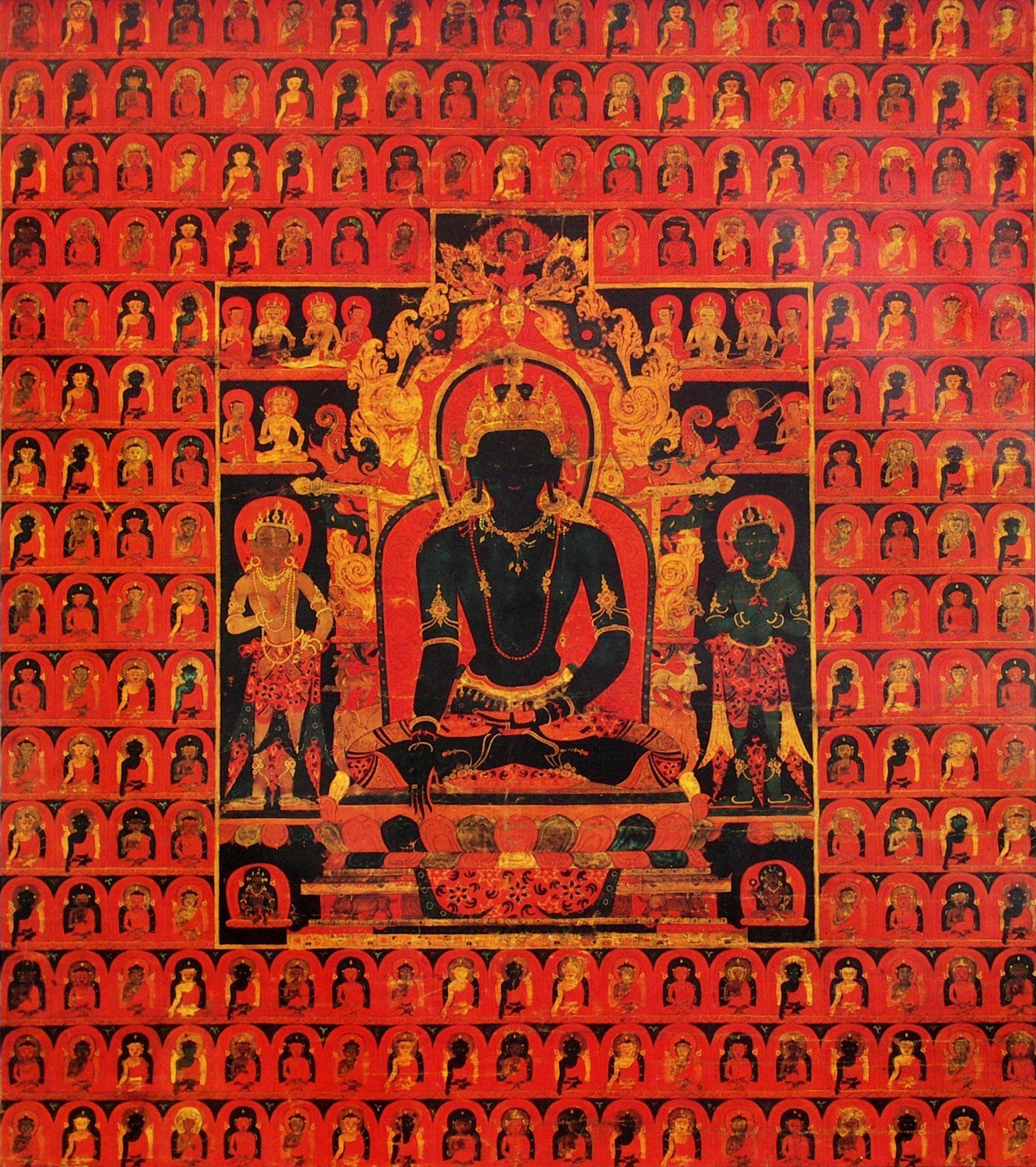
Дхьяни-будда Акшобхья, тибетская танка, конец XIII в., Академия искусств Гонолулу. Фон украшен множественными изображениями пяти Дхьяни-будд.

Дхьяни-Будды, Будды Высшей мудрости или Дхьяни-Татхагаты — пять Будд, которые в тибетском буддизме символизируют собой пять аспектов Высшей Мудрости изначального Будды — Ади-Будды. 

## Описание
Пять Дхьяни-Будд в классификации «Трех Тел Будды» (Трикая) соответствуют телу Самбхогакая, свободного от страстей и привязанностей, выраженных пятью скандхами.
 В Ваджраяне Дхьяни-будды не считаются реально существующими в пространстве и времени, они — антропоморфные символы, которые во время созерцания возникают из пустоты (шуньяты) и выполняют разные функции в процессе переоформления психики созерцающего.
Сам термин образован от слова Дхья́на (санскр. ध्यान, dhyāna, «сосредоточение, созерцание») — медитативное состояние, один из уровней самадхи.
Ниже представлены Дхьяни-Будды в порядке их манифестации (проявления) в бардо смерти и соответствующие им скандхи согласно «Тибетской книге мертвых» («Бардо Тхёдол») — пять составляющих, необходимых для создания личности, в соответствии с феноменологией буддизма. Именно совокупность пяти скандх составляет «Я» инкарнированного (воплощённого) индивидуума, в терминологии Карла Густава Юнга — самость. Эти группы являются пятеричной классификацией, в которой Будда подытожил все физические и умственные явления существования, и в частности те, которые кажутся непросветлённому человеку его статичным «эго» или личностью.
1. Будда Вайрочана соответствует сознанию, различению (виджняна)
2. Будда Акшобхья соответствует форме (рупа)
3. Будда Ратнасамбхава соответствует ощущениям (ведана)
4. Будда Амитабха соответствует представлению (санджня)
5. Будда Амогхасиддхи соответствует воле, опыту (самскара)

Дхьяни-Будды Пяти Семейств (Татхагаты Пяти Семейств, Пять Будд Медитации) являются буддийской тантрической классификацией просветлённого состояния, в котором чистая просветлённая природа пяти психосоматических составляющих живых существ, пяти совокупностей или скандх (формы, ощущения, распознавания, воли и сознания), рассматриваются как пять мужских будд (тиб. Яб); они пребывают в соединении со своими супругами (тиб. Юм), воплощающими пять изначальных мудростей, являющихся чистой просветлённой природой пяти негативных эмоций (гнева, гордости, страсти, зависти и неведения).
1.Семейство «Будда» представлено Буддой Вайрочаной в соединении со своей супругой Ваджра-Дхатвишвари, символизирующей изначальную мудрость абсолютного пространства.

Все пространство воссияет синим светом, и пред тобою явится из центрального Царства Всепроникающего Круга Благословенный Вайрочана. Его тело белого цвета, он сидит на львином троне, держа в руке колесо с восемью спицами и обнимая супругу — Владычицу Алмазного Пространства. Из сердца Вайрочаны и его супруги придет к тебе синий свет скандхи сознания в его исходной чистоте, придет мудрость дхармадхату — светлая, ясная, резкая и сверкающая, пронзит тебя сиянием, невыносимым для глаз. |
2.Семейство «Ваджра» представлено Буддой Акшобхьей в соединении с Будда-Лочаной, воплощающей зерцалоподобную изначальную мудрость.

На второй день воссияет белый свет, очищенная стихия воды, и в этот миг явится перед тобой Благословенный Ваджрасаттва-Акшобхья из синего восточного Царства Совершенной Радости. Его тело синего цвета, он держит в руке пятиконечную ваджру и восседает на слоновьем троне, обнимая супругу — Будда-Лочану. Его сопровождают бодхисаттвы Кшитигарбха и Майтрейя и женские бодхисаттвы Ласья и Пущпа, так что появляется шесть буддических форм.| 
3.Семейство «Ратна» представлено Буддой Ратнасамбхавой в соединении с Мамаки, воплощающей изначальную мудрость равенства.

На третий день воссияет жёлтый свет, очищенная стихия земли, и в это время предстанет перед тобой Благословенный Ратнасамбхава из жёлтого южного Царства Славы. Его тело жёлтого цвета, он держит в руке драгоценность, исполняющую желания, и восседает на конском троне, обнимая супругу — Мамаки. Его сопровождают бодхисаттвы Акашагарбха и Самантабхадра и женские бодхисаттвы Мала и Дхупа, так что шесть буддических форм являются из пространства радужного света.|
4.Семейство «Падма» представлено Буддой Амитабхой в соединении с Пандаравасини, воплощающей различающую мудрость, познающую различия между всеми явлениями.

На четвёртый день воссияет красный свет, очищенная стихия огня, и в тот же миг явится перед тобой Благословенный Амитабха из красного западного Царства Блаженства. Его тело красного цвета, он держит лотос в руке и восседает на павлиньем троне, обнимая супругу — Пандаравасини. Его сопровождают бодхисаттвы Авалокитешвара и Манджушри и женские бодхисаттвы Гита и Алока, так что шесть буддических форм явятся из пространства радужного света.|
5.Семейство «Карма» представлено Буддой Амогхасиддхи в соединении с Самайя-Тарой, воплощающей мудрость, способную совершать все деяния.

На пятый день воссияет зелёный свет, очищенная стихия воздуха, и в этот миг перед тобою явится из зелёного северного Царства Завершенных Деяний Благословенный Амогхасиддхи, владыка круга. Его тело зелёного цвета, в руке он держит двойную ваджру и восседает на троне из парящих в небе птиц шанг-шанг, обнимая супругу — Самая-Тару. Его сопровождают бодхисаттвы Ваджрапани и Сарваниварана вискамохин и женские бодхисаттвы Гандха и Найведья, так что шесть буддических форм являются из пространства радужного света.|
Необходимо помнить, что «Яб-юм» (тиб. «отец-мать», санкскр. — юганаддха) — в буддийской иконографии (танках) изображение божеств и будд в любовном соитии (майтхуна) со своими супругами. Этот приём восходит к традициям Тантры и обозначает собой единение двух противоположных начал, мужского и женского. Приём широко распространён в тибетской живописи. Основная интерпретация символики Яб-Юм в тибетском буддизме осуществляется в Ануттарайога-тантре. Мужское божество в данной интерпретации активно и выражает сострадание (IAST: karuṇā), а с точки зрения практики — упайя (искусные приёмы); женское божество выражает пассивное начало и мудрость prajñā). Оба компонента необходимы для достижения просветления и составляют две его грани, при этом преодолевается дуализм субъекта и объекта. В более широком смысле Яб-Юм выражает просветлённое состояние, необходимое при медитации с использованием идамов.
Иконографически каждому из Пяти Дхьяни-Будд также соответствуют свои Чистые Земли. В соответствии с Вайрочана-мандалой, Будды располагаются следующим образом:
|                      | Акшобхья (восток) |                    |
| Амогхасиддхи (север) | Вайрочана (центр) | Ратнасамбхава (юг) |
|                      | Амитабха (запад)  |                    |

## Иконография Дхьяни-Будд
У каждого из пяти Дхьяни-Будд имеются свои узнаваемые символы и признаки, традиционно изображаемые на их Тханках и Мандалах, а также подробно описываемые в посвященных им сутрах и тантрах.
| Дхьяни-Будда                   | Вайрочана                       | Акшобхья                    | Ратнасамбхава                                                | Амитабха                          | Амогасиддхи                                      |
| ------------------------------ | ------------------------------- | --------------------------- | ------------------------------------------------------------ | --------------------------------- | ------------------------------------------------ |
| Супруга                        | Ваджра-Дхатвишвари              | Будда-Лочана                | Мамаки                                                       | Пандаравасини                     | Самайя-Тара                                      |
| Будда-семейство                | Будда                           | Ваджра                      | Ратна                                                        | Падма                             | Карма                                            |
| Чистая Земля                   | Акаништха- Небеса Вечной Юности | Абхирати-Высшая Радость     | Шримат-Наделённый святостью                                  | Сукхавати-Обитель Блаженства      | Чистая Земля Совершенства Просветлённых Действий |
| Расположение в Мандале         | центр                           | восток                      | юг                                                           | запад                             | север                                            |
| Символ                         | Дхармачакра-Колесо Закона       | Ваджра-Алмазный скипетр     | Драгоценный камень или Камень исполнения желаний (Чинтамани) | Лотос                             | Удвоенная Ваджра (Вишваваджра)                   |
| Вахана (Опора престола)        | Лев                             | Слон                        | Лошадь                                                       | Павлин                            | Гаруда                                           |
| Цвет                           | белый                           | синий                       | жёлтый                                                       | красный                           | зелёный                                          |
| Стихия                         | Пространство (Эфир)             | Вода                        | Земля                                                        | Огонь                             | Воздух                                           |
| Скандха (группа привязанности) | Виджняна-Сознание               | Рупа-Форма                  | Ведана-Чувства,Ощущение                                      | Санджня-Восприятие, Представление | Самскара-Воля                                    |
| Исцеляемая Клеша (порок)       | неведение (санскр. avidyā)      | ненависть (санскр. dvesha)  | гордыня (санскр. māna)                                       | жадность (санскр. rāga)           | зависть (санскр. irshya)                         |
| Мудрость                       | Постигающая пустоту             | Зеркальная                  | Мудрость Равенства                                           | Распознающая                      | Устранение препятствий                           |
| Мудра (положение рук)          | Дхармачакра - обучение Дхарме   | Бхумиспарша - касание земли | Варада - даяние, щедрость                                    | Дхьяна - медитация                | Абхайя - бесстрашие                              |